# Juris Tone
Juris Tone (ur. 26 maja 1961 w Rydze) – łotewski bobsleista reprezentujący ZSRR, brązowy medalista z Zimowych Igrzysk Olimpijskich w 1988 r.
Juris Tone uczestniczył trzykrotnie na zimowych igrzyskach olimpijskich (1988, 1992, 1994). Podczas igrzysk w 1988 Tone występował w reprezentacji ZSRR w bobslejach w konkurencji czwórkach mężczyzn. Zajął wtedy 3. miejsce, a zarazem zdobył brązowy medal. 4 lata później ponownie wziął udział w igrzyskach, tym razem w reprezentacji Łotwy. Brał wtedy udział w konkurencji czwórka mężczyzn w bobslejach, gdzie zajął 14. miejsce. Ostatnimi igrzyskami dla Jurisa Tone były Zimowe Igrzyska Olimpijskie 1994, kiedy to uczestniczył w dyscyplinie bobslejów, w konkurencji czwórkach mężczyzn. Zajął wtedy 19. miejsce.
21 czerwca 1983 r. w Moskwie Juris Tone wraz z Genadijsem Murašovsem, Ronaldsem Razmussem i Ārisem Āboliņšem pobił rekord Łotwy w konkurencji lekkoatletycznej sztafety 4 × 100 metrów w lekkoatletyce z wynikiem 39.32, podczas spartakiady.